# Torneo Apertura 2019 (Paraguay)
El Torneo Apertura 2019 (también llamado Copa de Primera - Tigo - Visión Banco, por motivos de patrocinio comercial), denominado «Víctor Genes», fue el centésimo vigésimo campeonato oficial de Primera División de la Asociación Paraguaya de Fútbol (APF). Comenzó el 22 de enero y finalizó el 20 de mayo. 
El Club Olimpia se coronó campeón de manera anticipada, a falta de tres fechas para la conclusión del certamen. Logró así su título número 43.° de Primera División, el tercero en forma consecutiva tras la obtención de los torneos Apertura y Clausura 2018, además de ser el cuarto título invicto de  su historia.

## Sistema de competición
Como en temporadas anteriores, el modo de disputa es el mismo bajo el sistema de todos contra todos con partidos de ida y vuelta, unos como local y otros como visitante en dos rondas de once jornadas cada una. Es campeón el equipo que acumula la mayor cantidad de puntos al término de las 22 fechas.
En caso de igualdad de puntos entre dos contendientes se define el título en un partido extra. De existir más de dos en disputa se toman en cuenta los siguientes parámetros:
1) saldo de goles.
2) mayor cantidad de goles marcados.
3) mayor cantidad de goles marcados en condición de visitante.
4) sorteo.

## Equipos participantes
El campeonato lo compiten un total de doce equipos. El único que ha disputado todas las temporadas de esta categoría (también conocida como División de Honor) es Olimpia; de manera similar, Guaraní ha participado en todas menos una, pues pidió permiso en 1912 debido a una epidemia. Por su parte, los clubes Cerro Porteño, General Díaz y Deportivo Capiatá nunca han descendido desde sus ingresos en 1913 (el primero) y 2013 (los otros dos).

### Intercambios de Plazas
| Club        | Ascendidos como                   |
| ----------- | --------------------------------- |
| River Plate | Campeón de División Intermedia    |
| San Lorenzo | Subcampeón de División Intermedia |

| Club | Descendidos como                   |
| --- | ---------------------------------- |
| Archivo:Logo del Independiente Foot-Ball Club de Campo Grande, Asunción Paraguay 2024.png Independiente (CG) | Penúltimo de la Tabla de Promedios |
| 3 de Febrero                                                                                                 | Último de la Tabla de Promedios    |

### Información de equipos
Listado de los equipos que disputarán el primer torneo de la temporada. El número de equipos participantes para esta temporada son de 14, de los cuales 12 equipos son administrados por Clubes o Entidades Deportivas y 2 equipos son administrados por una Sociedad de Responsabilidad Limitada.
| Equipo                                                                                                | Ciudad         | Estadio                   | Capacidad | Fundación                | Títulos | Subtítulos | Proovedor     | Auspiciante       | C. 2018 |
| --- | -------------- | ------------------------- | --------- | ------------------------ | ------- | ---------- | ------------- | ----------------- | ------- |
| Olimpia                                                                                               | Asunción       | Manuel Ferreira           | 23 732    | 25 de julio de 1902      | 42      | 24         | Adidas        | Tigo              | 1°      |
| Cerro Porteño                                                                                         | Asunción       | General Pablo Rojas       | 45 000    | 1 de octubre de 1912     | 32      | 32         | Nike          | Tigo              | 2°      |
| Libertad                                                                                              | Asunción       | Dr. Nicolás Leoz          | 10 100    | 30 de julio de 1905      | 20      | 21         | Nike          | Pulp              | 3°      |
| Archivo:Escudo actual del Club Sol de América de Asunción - Villa Elisa - Paraguay.png Sol de América | Villa Elisa    | Prof. Luis Alfonso Giagni | 11 000    | 22 de marzo de 1909      | 2       | 12         | Kyrios        | Banco Continental | 4°      |
| Deportivo Santaní                                                                                     | San Estanislao | Juan José Vázquez         | 4 928     | 27 de febrero de 2009    | —       | —          | Kyrios        | Banco Continental | 5°      |
| Nacional                                                                                              | Asunción       | Arsenio Erico             | 4 434     | 5 de junio de 1904       | 9       | 10         | Kyrios        | Banco Continental | 6°      |
| Guaraní                                                                                               | Asunción       | Rogelio Silvino Livieres  | 8 380     | 12 de octubre de 1903    | 11      | 16         | Saltarín Rojo | Tigo              | 7°      |
| Sportivo Luqueño                                                                                      | Luque          | Feliciano Cáceres         | 26 974    | 1 de mayo de 1921        | 2       | 4          | Puma          | Bristol           | 9°      |
| Deportivo Capiatá                                                                                     | Capiatá        | Lic. Erico Galeano        | 15 000    | 4 de septiembre de 2008  | —       | —          | Garcis        | Alpina            | 10°     |
| General Díaz                                                                                          | Luque          | Gral. Adrián Jara         | 4 000     | 22 de septiembre de 1917 | —       | —          | Twenty        | Banco Continental | 11°     |
| River Plate                                                                                           | Asunción       | Jardines del Kelito       | 6 500     | 15 de enero de 1911      | —       | —          | Kyrios        | Nissan            |         |
| San Lorenzo                                                                                           | San Lorenzo    | Gunther Vogel             | 5 000     | 17 de abril de 1930      | —       | —          | Kappa         | Ochsi             |         |

### Localización
Escala asuncena
Escala departamental
Resaltan en anaranjado las ciudades que conforman el Gran Asunción.
Escala nacional
La mayoría de los clubes se concentra en la capital del país. En tanto que cuatro se encuentran a corta distancia en ciudades del departamento Central. Por último, uno pertenece al departamento de San Pedro. Se incluye al estadio Defensores del Chaco, propiedad de la Asociación Paraguaya de Fútbol, debido a su uso frecuente por equipos que optan oficiar ahí como locales.
- Nota: La sede social y administrativa del club Sol de América se halla en Barrio Obrero, Asunción, pero su campo de juego se ubica en Villa Elisa donde hace de local desde 1985.

| Distrito capital/Departamento | Cantidad | Equipos                                                                        |
| ----------------------------- | -------- | ------------------------------------------------------------------------------ |
| Asunción                      | 6        | Cerro Porteño, Olimpia, Guaraní, Libertad, Nacional, River Plate               |
| Departamento Central          | 5        | General Díaz, Deportivo Capiatá, Sol de América, San Lorenzo, Sportivo Luqueño |
| Departamento de San Pedro     | 1        | Deportivo Santaní                                                              |

## Especificaciones reglamentarias
Jugadores de extranjeros
Los equipos tienen un límite máximo de hasta cuatro jugadores extranjeros para alinear en el campo de juego.
Jugadores de categoría sub-19
De forma obligatoria, cada equipo debe incluir en la planilla oficial de todos los partidos como mínimo un (1) jugador de nacionalidad paraguaya nacido hasta 1999. Contrario a ligas de otros países, el reglamento vigente no contempla una cantidad mínima de minutos a permanecer el juvenil en cancha, por lo que el entrenador puede disponer su sustitución en cualquier momento del juego.
Acumulación de tarjetas
Un jugador al sumar su quinta amonestación deberá cumplir       un partido de suspensión en la jornada siguiente.

## Cobertura televisiva
Los canales de cable Tigo Sports y Tigo Sports+ emiten en directo por televisión de los partidos del campeonato. Tiene la potestad de determinar los juegos a ser televisados, así como los días y horarios de los mismos, y comunicar  su decisión con antelación al Consejo de la División Profesional para el correspondiente anuncio de la programación de una o más jornadas. Además, semanalmente se presenta un resumen con lo mejor de cada fecha en los programas Telefútbol (por señal abierta) y Futboleros (por televisión por cable y satelital).
A partir del segundo semestre de 2018, dicho canal de deportes agregó una señal paralela denominada Tigo Sports+ con el fin de cubrir más eventos, entre los cuales se encuentran partidos del torneo Clausura los días sábados y lunes en vivo.

## Patrocinio
Los premios en efectivo fueron fijados en 90 000 dólares para el campeón (cheques de 40 000 por parte de Tigo y 50 000 de Visión Banco). Por su parte, el subcampeón se acreditará 15 000 de la misma moneda (10 000 de Tigo y 5000 de Visión).
La compañía de telefonía celular, Tigo, y la institución bancaria, Visión Banco, son las encargadas de patrocinar todos los torneos realizados por la APF. El vínculo contractual con la primera se concretó a partir de 2008 con la celebración del torneo Apertura del mismo año. En tanto que la relación con el otro auspiciador para respaldar cada campeonato comenzó a principios de 2010.

## Entrenadores
- Actualizado el 20 de mayo de 2019.

| Equipo                                             | Entrenador/es           | Fechas                          |
| -------------------------------------------------- | ----------------------- | ------------------------------- |
| Cerro Porteño                                      | Fernando Jubero         | 1.ª en adelante                 |
| Olimpia                                            | Daniel Garnero          | 1.ª en adelante                 |
| Deportivo Santaní                                  | Héctor Marecos          | 1.ª a 3.ª, 5.ª y 6.ª            |
| Deportivo Santaní                                  | Carlos Jara Saguier     | 4.ª, 7.ª a 11.ª                 |
| Deportivo Santaní                                  | Martín Adrián García    | 12.ª a 14.ª, 16.ª a 17.ª.       |
| Deportivo Santaní                                  | Pablo Caballero Cáceres | 15.ª, 18.ª en adelante          |
| General Díaz                                       | Florencio Villalba      | 1.ª a 5.ª                       |
| General Díaz                                       | Luis Escobar            | 6.ª en adelante                 |
| Guaraní                                            | Gustavo Florentín       | 1.ª en adelante                 |
| Libertad                                           | Leonel Álvarez          | 1.ª, 3.ª, 5.ª a 7.ª y 9.ª       |
| Libertad                                           | José Chamot             | 2.ª, 4.ª, 8.ª, 10.ª en adelante |
| Nacional                                           | Fernando Gamboa         | 2.ª                             |
| Nacional                                           | Hugo Caballero          | 1.ª, 3.ª, 5.ª a 7.ª y 9.ª       |
| Nacional                                           | Aldo Bobadilla          | 4.ª, 8.ª, 10.ª en adelante      |
| Deportivo Capiatá                                  | José Basualdo           | 1.ª a 3.ª, 5.ª a 8.ª            |
| Deportivo Capiatá                                  | Celso Ayala             | 4.ª, 9.ª en adelante            |
| River Plate                                        | Daniel Farrar           | 1.ª en adelante                 |
| San Lorenzo                                        | Sergio Orteman          | 1.ª en adelante                 |
| Sol de América                                     | Ever Almeida            | 1.ª a 7.ª                       |
| Sol de América                                     | Alfredo Vera            | 8.ª a 11.ª                      |
| Sol de América                                     | Javier Sanguinetti      | 12.ª en adelante                |
| Sportivo Luqueño                                   | Pedro Sarabia           | 1.ª a 6.ª                       |
| Sportivo Luqueño                                   | Roberto Torres          | 7.ª en adelante                 |
| 1. 2. 3. 4. 5. 6. 7. 8. 9. 10. 11. 12. 13. 14. 15. |                         |                                 |

## Clasificación
- Actualizado el 20 de mayo de 2019.

| Pos. | Equipo            | Pts. | PJ | PG | PE | PP | GF | GC | DG  |
| ---- | ----------------- | ---- | -- | -- | -- | -- | -- | -- | --- |
| 1    | Olimpia           | 54   | 22 | 16 | 6  | 0  | 61 | 17 | 44  |
| 2    | Cerro Porteño     | 43   | 22 | 13 | 4  | 5  | 48 | 25 | 23  |
| 3    | Libertad          | 37   | 22 | 11 | 4  | 7  | 39 | 29 | 10  |
| 4    | Guaraní           | 37   | 22 | 10 | 7  | 5  | 37 | 29 | 8   |
| 5    | Sportivo Luqueño  | 31   | 22 | 8  | 7  | 7  | 28 | 30 | -2  |
| 6    | River Plate       | 28   | 22 | 7  | 7  | 8  | 25 | 31 | -6  |
| 7    | San Lorenzo       | 27   | 22 | 8  | 3  | 11 | 33 | 37 | -4  |
| 8    | Deportivo Capiatá | 26   | 22 | 6  | 8  | 8  | 24 | 32 | -8  |
| 9    | Sol de América    | 26   | 22 | 8  | 2  | 12 | 31 | 43 | -12 |
| 10   | Nacional          | 23   | 22 | 5  | 8  | 9  | 19 | 27 | -8  |
| 11   | General Díaz      | 16   | 22 | 3  | 7  | 12 | 21 | 42 | -21 |
| 12   | Deportivo Santaní | 13   | 22 | 2  | 7  | 13 | 15 | 39 | -24 |

|  |                                                                                      |
|  | Campeón Invicto OLIMPIA. Clasificó a la fase de grupos de la Copa Libertadores 2020. |

### Evolución de la clasificación
| Equipo\Fecha      | 01 | 02 | 03 | 04 | 05 | 06 | 07 | 08 | 09 | 10 | 11 | 12 | 13 | 14 | 15 | 16 | 17 | 18 | 19 | 20 | 21 | 22 |
| ----------------- | -- | -- | -- | -- | -- | -- | -- | -- | -- | -- | -- | -- | -- | -- | -- | -- | -- | -- | -- | -- | -- | -- |
| Olimpia           | 8  | 3  | 1  | 4  | 2  | 1  | 1  | 1  | 1  | 1  | 1  | 1  | 1  | 1  | 1  | 1  | 1  | 1  | 1  | 1  | 1  | 1  |
| Cerro Porteño     | 2  | 7  | 4  | 2  | 1  | 2  | 3  | 4  | 4  | 3  | 2  | 2  | 2  | 2  | 2  | 2  | 2  | 2  | 2  | 2  | 2  | 2  |
| Libertad          | 12 | 8  | 9  | 10 | 8  | 7  | 9  | 10 | 8  | 6  | 5  | 7  | 3  | 3  | 3  | 3  | 3  | 3  | 3  | 3  | 3  | 3  |
| Guaraní           | 10 | 5  | 3  | 1  | 3  | 3  | 4  | 3  | 3  | 2  | 3  | 3  | 4  | 4  | 4  | 4  | 4  | 4  | 4  | 4  | 4  | 4  |
| Sol de América    | 1  | 4  | 2  | 5  | 7  | 5  | 6  | 7  | 6  | 7  | 9  | 9  | 9  | 9  | 10 | 10 | 8  | 8  | 8  | 7  | 7  | 9  |
| River Plate       | 10 | 6  | 6  | 3  | 5  | 6  | 5  | 5  | 5  | 6  | 6  | 6  | 8  | 8  | 6  | 7  | 7  | 6  | 6  | 6  | 6  | 6  |
| Nacional          | 8  | 12 | 12 | 12 | 11 | 11 | 11 | 11 | 11 | 11 | 11 | 11 | 11 | 10 | 9  | 9  | 10 | 10 | 10 | 9  | 9  | 10 |
| San Lorenzo       | 2  | 8  | 5  | 6  | 4  | 4  | 2  | 2  | 2  | 4  | 4  | 5  | 6  | 6  | 7  | 8  | 9  | 9  | 9  | 10 | 10 | 7  |
| Sportivo Luqueño  | 4  | 10 | 11 | 9  | 9  | 10 | 10 | 6  | 9  | 9  | 8  | 8  | 7  | 7  | 8  | 5  | 6  | 5  | 5  | 5  | 5  | 5  |
| General Díaz      | 4  | 1  | 8  | 8  | 9  | 9  | 8  | 9  | 10 | 10 | 10 | 10 | 10 | 11 | 11 | 11 | 11 | 11 | 11 | 11 | 11 | 11 |
| Deportivo Capiatá | 6  | 2  | 6  | 7  | 6  | 8  | 7  | 8  | 7  | 5  | 7  | 4  | 5  | 5  | 5  | 6  | 5  | 7  | 7  | 8  | 8  | 8  |
| Deportivo Santaní | 6  | 11 | 10 | 11 | 12 | 12 | 12 | 12 | 12 | 12 | 12 | 12 | 12 | 12 | 12 | 12 | 12 | 12 | 12 | 12 | 12 | 12 |

|  |                             |
|  | Líder                       |
|  | Con un partido pendiente    |
|  | Con dos partidos pendientes |

- Fuente: Tigo Sports.[6]

## Máximos goleadores
- Actualizado el 20 de mayo de 2019.

| Pos. | Eq.                  | Jugador                       | Goles | Jugada | Cabeza | T.Libre | Penal |
| ---- | -------------------- | ----------------------------- | ----- | ------ | ------ | ------- | ----- |
| 1    | Bandera de Paraguay  | Roque L. Santa Cruz Cantero   | 11    | 9      | 2      | 0       | 0     |
| 1    | Bandera de Paraguay  | William G. Mendieta Pintos    | 11    | 9      | 0      | 1       | 1     |
| 3    | Bandera de Paraguay  | Jorge M. Ortega Salinas       | 9     | 6      | 2      | 0       | 1     |
| 3    | Bandera de Uruguay   | Sebastián Fernández           | 9     | 8      | 0      | 0       | 1     |
| 3    | Bandera de Paraguay  | César Villagra                | 9     | 6      | 3      | 0       | 0     |
| 6    | Bandera de Paraguay  | José Ortigoza                 | 8     | 4      | 2      | 0       | 1     |
| 6    | Bandera de Paraguay  | Nildo Viera                   | 8     | 4      | 2      | 0       | 2     |
| 8    | Bandera de Paraguay  | Jorge D. Benítez Guillén      | 7     | 5      | 2      | 0       | 0     |
| 8    | Bandera de Argentina | Joaquín O. Larrivey           | 7     | 5      | 0      | 0       | 2     |
| 10   | Bandera de Uruguay   | Hernán Novick Rettich         | 6     | 2      | 1      | 0       | 3     |
| 10   | Bandera de Paraguay  | Edgar Benítez                 | 6     | 6      | 0      | 0       | 0     |
| 10   | Bandera de Paraguay  | Jorge Recalde                 | 6     | 5      | 0      | 0       | 1     |
| 10   | Bandera de Paraguay  | Néstor A. Camacho Ledesma     | 6     | 3      | 1      | 0       | 2     |
| 14   | Bandera de Argentina | Diego Churín Puyo             | 5     | 3      | 1      | 1       | 0     |
| 14   | Bandera de Paraguay  | Rogerio Leichtweis            | 5     | 4      | 1      | 0       | 0     |
| 14   | Bandera de Paraguay  | Iván R. Franco Diaz           | 5     | 3      | 2      | 0       | 0     |
| 14   | Bandera de Paraguay  | Ángel Cardozo Lucena          | 5     | 4      | 1      | 0       | 0     |
| 14   | Bandera de Uruguay   | Alejandro D. Silva González   | 5     | 4      | 0      | 0       | 1     |
| 14   | Bandera de Paraguay  | Alex Cáceres                  | 5     | 3      | 0      | 0       | 2     |
| 14   | Bandera de Paraguay  | Cristian Paredes              | 5     | 5      | 0      | 0       | 0     |
| 14   | Bandera de Argentina | Federico Jourdan              | 5     | 4      | 1      | 0       | 0     |
| 14   | Bandera de Argentina | Hernán D. Rivero              | 5     | 2      | 2      | 0       | 1     |
| 23   | Bandera de Paraguay  | Nelson A. Haedo Valdez        | 4     | 3      | 0      | 0       | 1     |
| 23   | Bandera de Paraguay  | Oscar R. Ruiz Roa             | 4     | 1      | 3      | 0       | 0     |
| 23   | Bandera de Paraguay  | Isidro M. Pitta Saldivar      | 4     | 4      | 0      | 0       | 0     |
| 23   | Bandera de Argentina | Claudio Aquino                | 4     | 3      | 0      | 1       | 0     |
| 23   | Bandera de Paraguay  | Ramón Martínez                | 4     | 2      | 2      | 0       | 0     |
| 23   | Bandera de Paraguay  | Óscar R. Cardozo Marin        | 4     | 3      | 0      | 0       | 1     |
| 23   | Bandera de Argentina | Juan I. Vieyra                | 4     | 2      | 0      | 2       | 0     |
| 23   | Bandera de Uruguay   | Tabaré U. Viudez Mora         | 4     | 4      | 0      | 0       | 0     |
| 23   | Bandera de Paraguay  | Silvio Torales                | 4     | 2      | 1      | 0       | 1     |
| 23   | Bandera de Paraguay  | Walter Clar                   | 4     | 1      | 0      | 0       | 3     |
| 23   | Bandera de Paraguay  | Luis Ibarra                   | 4     | 4      | 0      | 0       | 0     |
| 23   | Bandera de Paraguay  | Richard Salinas               | 4     | 4      | 0      | 0       | 0     |
| 35   | Bandera de Paraguay  | Alberto Espínola Giménez      | 3     | 3      | 0      | 0       | 0     |
| 35   | Bandera de Paraguay  | Cristian Sosa                 | 2     | 2      | 0      | 0       | 0     |
| 35   | Bandera de Paraguay  | Fredy D. Vera                 | 3     | 3      | 0      | 0       | 0     |
| 35   | Bandera de Argentina | Guido Di Vanni                | 3     | 2      | 1      | 0       | 0     |
| 35   | Bandera de Argentina | Alejandro Toledo              | 3     | 2      | 0      | 0       | 1     |
| 35   | Bandera de Paraguay  | Blas Díaz                     | 3     | 3      | 0      | 0       | 0     |
| 35   | Bandera de Argentina | Epifanio García               | 3     | 3      | 0      | 0       | 0     |
| 35   | Bandera de Paraguay  | Adrián Martínez               | 3     | 1      | 1      | 0       | 1     |
| 35   | Bandera de Paraguay  | Antonio Bareiro               | 3     | 2      | 1      | 0       | 0     |
| 35   | Bandera de Argentina | Facundo M.C. Parra            | 3     | 2      | 0      | 0       | 1     |
| 35   | Bandera de Paraguay  | Willian B. Candía Garay       | 3     | 3      | 0      | 0       | 0     |
| 35   | Bandera de Paraguay  | Osmar Colmán                  | 3     | 3      | 0      | 0       | 0     |
| 35   | Bandera de Paraguay  | Robin A. Ramírez              | 3     | 3      | 0      | 0       | 0     |
| 35   | Bandera de Paraguay  | William R. Santander Alderete | 3     | 3      | 0      | 0       | 0     |
| 35   | Bandera de Paraguay  | Carlos Ozuna                  | 3     | 3      | 0      | 0       | 0     |
| 35   | Bandera de Paraguay  | Luis Cáceres                  | 3     | 3      | 0      | 0       | 0     |
| 35   | Bandera de Paraguay  | Blas Armoa                    | 3     | 3      | 0      | 0       | 0     |
| 35   | Bandera de Paraguay  | Gerardo Arévalos              | 3     | 2      | 1      | 0       | 0     |
| 35   | Bandera de Argentina | Walter P. Ortíz               | 3     | 2      | 0      | 1       | 0     |
| 54   | Bandera de Paraguay  | Alan F. Rodríguez Armoa       | 2     | 1      | 1      | 0       | 0     |
| 54   | Bandera de Paraguay  | Marcelo J. Palau Balzaretti   | 2     | 2      | 0      | 0       | 0     |
| 54   | Bandera de Paraguay  | Mathías A. Villasanti Rolón   | 2     | 1      | 1      | 0       | 0     |
| 54   | Bandera de Paraguay  | Angel D. Martínez             | 2     | 1      | 0      | 1       | 0     |
| 54   | Bandera de Paraguay  | Jorge R. Paredes              | 2     | 0      | 2      | 0       | 0     |
| 54   | Bandera de Paraguay  | Santiago Salcedo              | 2     | 1      | 0      | 0       | 1     |
| 54   | Bandera de Paraguay  | Walter D. Rodríguez           | 2     | 2      | 0      | 0       | 0     |
| 54   | Bandera de Paraguay  | Francisco J. García Quezada   | 2     | 1      | 0      | 0       | 1     |
| 54   | Bandera de Paraguay  | Enzo D. Giménez               | 2     | 1      | 1      | 0       | 0     |
| 54   | Bandera de Paraguay  | Estiven Moreira               | 2     | 1      | 1      | 0       | 0     |
| 54   | Bandera de Paraguay  | Luis de La Cruz               | 2     | 2      | 0      | 0       | 0     |
| 54   | Bandera de Paraguay  | Luís A. Cabral Vázquez        | 2     | 1      | 1      | 0       | 0     |
| 54   | Bandera de Paraguay  | Marcelo González              | 2     | 2      | 0      | 0       | 0     |
| 54   | Bandera de Paraguay  | Wilson Leiva                  | 2     | 2      | 0      | 0       | 0     |
| 54   | Bandera de Paraguay  | Alan M. Benítez Domínguez     | 2     | 2      | 0      | 0       | 0     |
| 54   | Bandera de Paraguay  | Fernando Romero               | 2     | 1      | 1      | 0       | 0     |
| 54   | Bandera de Paraguay  | Miguel Paniagua               | 2     | 2      | 0      | 0       | 0     |
| 54   | Bandera de Paraguay  | Brian G. Montenegro Benítez   | 2     | 2      | 0      | 0       | 0     |
| 54   | Bandera de Paraguay  | Néstor A. Fernández Palacios  | 2     | 2      | 0      | 0       | 0     |
| 54   | Bandera de Argentina | Matías G. Pardo               | 2     | 2      | 0      | 0       | 0     |
| 54   | Bandera de Paraguay  | Richard Franco                | 2     | 2      | 0      | 0       | 0     |
| 54   | Bandera de Paraguay  | Aldo Quiñónez                 | 2     | 2      | 0      | 0       | 0     |
| 77   | Bandera de Argentina | Federico G. Carrizo           | 1     | 1      | 0      | 0       | 0     |
| 77   | Bandera de Paraguay  | Marcos A. Acosta Rojas        | 1     | 1      | 0      | 0       | 0     |
| 77   | Bandera de Paraguay  | Marcos A. Cáceres Centurión   | 1     | 0      | 1      | 0       | 0     |
| 77   | Bandera de Paraguay  | Víctor J. Cáceres Centurión   | 1     | 0      | 1      | 0       | 0     |
| 77   | Bandera de Paraguay  | Adrián Vargas                 | 1     | 1      | 0      | 0       | 0     |
| 77   | Bandera de Paraguay  | Edsson Riveros                | 1     | 1      | 0      | 0       | 0     |
| 77   | Bandera de Paraguay  | Isidro Saldivar               | 1     | 1      | 0      | 0       | 0     |
| 77   | Bandera de Paraguay  | Junior Marabel                | 1     | 1      | 0      | 0       | 0     |
| 77   | Bandera de Paraguay  | Marcelo Cañete                | 1     | 1      | 0      | 0       | 0     |
| 77   | Bandera de Paraguay  | Samuel C. Cáceres Arza        | 1     | 0      | 1      | 0       | 0     |
| 77   | Bandera de Paraguay  | Sergio Vergara                | 1     | 0      | 1      | 0       | 0     |
| 77   | Bandera de Paraguay  | Christian Ovelar              | 1     | 0      | 0      | 0       | 1     |
| 77   | Bandera de Paraguay  | Cristian J. Aguada Jacquet    | 1     | 1      | 0      | 0       | 0     |
| 77   | Bandera de Paraguay  | Iván Cazal                    | 1     | 1      | 0      | 0       | 0     |
| 77   | Bandera de Paraguay  | Cristhian Ocampos             | 1     | 1      | 0      | 0       | 0     |
| 77   | Bandera de Paraguay  | David B. Mendoza              | 1     | 1      | 0      | 0       | 0     |
| 77   | Bandera de Paraguay  | Diego A. Godoy                | 1     | 0      | 1      | 0       | 0     |
| 77   | Bandera de Uruguay   | Diego Vera                    | 1     | 1      | 0      | 0       | 0     |
| 77   | Bandera de Paraguay  | Fredy Bareiro                 | 1     | 1      | 0      | 0       | 0     |
| 77   | Bandera de Paraguay  | Luis Matto                    | 1     | 0      | 0      | 1       | 0     |
| 77   | Bandera de Paraguay  | Pablo F. Meza Marmolejo       | 1     | 0      | 1      | 0       | 0     |
| 77   | Bandera de Paraguay  | Rubén D. Monges Figari        | 1     | 1      | 0      | 0       | 0     |
| 77   | Bandera de Paraguay  | Sergio E. Bareiro             | 1     | 1      | 0      | 0       | 0     |
| 77   | Bandera de Paraguay  | Víctor Ferreira               | 1     | 1      | 0      | 0       | 0     |
| 77   | Bandera de Paraguay  | Wilson Ibarrola               | 1     | 1      | 0      | 0       | 0     |
| 77   | Bandera de Paraguay  | Álex A. Garcete Ozuna         | 1     | 0      | 1      | 0       | 0     |
| 77   | Bandera de Paraguay  | Alexis Villalba               | 1     | 0      | 1      | 0       | 0     |
| 77   | Bandera de Argentina | Guillermo Benítez             | 1     | 1      | 0      | 0       | 0     |
| 77   | Bandera de Paraguay  | Jorge D. Mendoza Torales      | 1     | 0      | 0      | 1       | 0     |
| 77   | Bandera de Paraguay  | Jorge Morel                   | 1     | 1      | 0      | 0       | 0     |
| 77   | Bandera de Paraguay  | Rodney Redes                  | 1     | 1      | 0      | 0       | 0     |
| 77   | Bandera de Paraguay  | Rodolfo V. Gamarra            | 1     | 1      | 0      | 0       | 0     |
| 77   | Bandera de Paraguay  | Steven Pérez                  | 1     | 1      | 0      | 0       | 0     |
| 77   | Bandera de Paraguay  | Víctor H. Centurión           | 1     | 0      | 0      | 0       | 1     |
| 77   | Bandera de Uruguay   | Rodrigo Rivero                | 1     | 1      | 0      | 0       | 0     |
| 77   | Bandera de Paraguay  | Celso Burgos                  | 1     | 0      | 1      | 0       | 0     |
| 77   | Bandera de Paraguay  | David Fleitas Montiel         | 1     | 1      | 0      | 0       | 0     |
| 77   | Bandera de Paraguay  | Edgar C. Zaracho              | 1     | 1      | 0      | 0       | 0     |
| 77   | Bandera de Argentina | Franco L. Costa               | 1     | 1      | 0      | 0       | 0     |
| 77   | Bandera de Paraguay  | Juan D. Santacruz González    | 1     | 1      | 0      | 0       | 0     |
| 77   | Bandera de Paraguay  | Juan Franco Arrellaga         | 1     | 1      | 0      | 0       | 0     |
| 77   | Bandera de Paraguay  | Ricardo Garay Lima            | 1     | 0      | 1      | 0       | 0     |
| 77   | Bandera de Paraguay  | Víctor Barrientos             | 1     | 1      | 0      | 0       | 0     |
| 77   | Bandera de Paraguay  | Antolín Alcaraz Viveros       | 1     | 1      | 0      | 0       | 0     |
| 77   | Bandera de Paraguay  | Hugo Fernández Martínez       | 1     | 1      | 0      | 0       | 0     |
| 77   | Bandera de Paraguay  | Hugo L. Quintana Escobar      | 1     | 1      | 0      | 0       | 0     |
| 77   | Bandera de Colombia  | Jorge E. Arias de la Hoz      | 1     | 0      | 1      | 0       | 0     |
| 77   | Bandera de Paraguay  | José R. Leguizamón Ortega     | 1     | 1      | 0      | 0       | 0     |
| 77   | Bandera de Paraguay  | Juan R. Rojas Ovelar          | 1     | 1      | 0      | 0       | 0     |
| 77   | Bandera de Paraguay  | Richard Ortiz Bustos          | 1     | 1      | 0      | 0       | 0     |
| 77   | Bandera de Paraguay  | Richard R. Sánchez Guerrero   | 1     | 1      | 0      | 0       | 0     |
| 77   | Bandera de Colombia  | Sergio A. Otálvaro Botero     | 1     | 1      | 0      | 0       | 0     |
| 77   | Bandera de Paraguay  | Fernando R. Escobar Rodríguez | 1     | 1      | 0      | 0       | 0     |
| 77   | Bandera de Paraguay  | Jorge Salinas                 | 1     | 1      | 0      | 0       | 0     |
| 77   | Bandera de Paraguay  | Leonardo A. Villagra Enciso   | 1     | 1      | 0      | 0       | 0     |
| 77   | Bandera de Paraguay  | Pablo Ayala                   | 1     | 1      | 0      | 0       | 0     |
| 77   | Bandera de Paraguay  | Adalberto Román               | 1     | 0      | 1      | 0       | 0     |
| 77   | Bandera de Paraguay  | Christian Vargas              | 1     | 1      | 0      | 0       | 0     |
| 77   | Bandera de Paraguay  | Diego Valdez                  | 1     | 1      | 0      | 0       | 0     |
| 77   | Bandera de Paraguay  | Manuel Maciel                 | 1     | 1      | 0      | 0       | 0     |
| 77   | Bandera de Paraguay  | Víctor A. González            | 1     | 0      | 1      | 0       | 0     |
| 77   | Bandera de Paraguay  | Edgar R. Ferreira Gallas      | 1     | 1      | 0      | 0       | 0     |
| 77   | Bandera de Paraguay  | Ernesto R. Álvarez            | 1     | 0      | 0      | 1       | 0     |
| 77   | Bandera de Paraguay  | Federico Acuña Cabrera        | 1     | 1      | 0      | 0       | 0     |
| 77   | Bandera de Paraguay  | Iván Villalba                 | 1     | 0      | 1      | 0       | 0     |
| 77   | Bandera de Paraguay  | Luis Ortiz                    | 1     | 1      | 0      | 0       | 0     |
| 77   | Bandera de Argentina | Martín J. Giménez             | 1     | 1      | 0      | 0       | 0     |
| 77   | Bandera de Paraguay  | Milciades Portillo            | 1     | 1      | 0      | 0       | 0     |
| 77   | Bandera de Paraguay  | Osmar Fernández               | 1     | 1      | 0      | 0       | 0     |
| 77   | Bandera de Paraguay  | Rodrigo Ruiz Díaz             | 1     | 1      | 0      | 0       | 0     |
| 77   | Bandera de Argentina | Juan M. Vazquez               | 1     | 0      | 0      | 0       | 1     |
| 77   | Bandera de Paraguay  | Marcelo Pérez Mosqueira       | 1     | 1      | 0      | 0       | 0     |
| 77   | Bandera de Paraguay  | Ramón Coronel                 | 1     | 1      | 0      | 0       | 0     |

- Fuente: Tigo Sports.[6]

## Autogoles
- Actualizado el 20 de mayo de 2019.

| Fecha | Nac.                 | Jugador                 | Goles | Resultado |
| ----- | -------------------- | ----------------------- | ----- | --------- |
| 3     | Bandera de Argentina | Jonathan Ferrari        | 1     | 1 - 5     |
| 4     | Bandera de Paraguay  | Alex Garcete            | 1     | 1 - 3     |
| 5     | Bandera de Paraguay  | Francisco J. Benítez B. | 1     | 0 - 3     |
| 7     | Bandera de Paraguay  | Iván Arturo Torres      | 1     | 3 - 2     |
| 9     | Bandera de Paraguay  | Diego Arrúa             | 1     | 1 - 2     |
| 10    | Bandera de Paraguay  | Marcelo Báez            | 1     | 2 - 2     |
| 11    | Bandera de Paraguay  | Pablo Lima              | 1     | 3 - 1     |
| 14    | Bandera de Paraguay  | Herminio Miranda        | 1     | 1 - 3     |
| 14    | Bandera de Paraguay  | Iván Piris              | 1     | 1 - 1     |
| 15    | Bandera de Paraguay  | Samuel Cáceres          | 1     | 1 - 5     |
| 19    | Bandera de Paraguay  | Pablo Velázquez         | 1     | 2 - 1     |
| 21    | Bandera de Paraguay  | Walter Clar             | 1     | 1 - 3     |
| 21    | Bandera de Paraguay  | Iván Ramírez            | 1     | 2 - 3     |

## Resultados
- Actualizado el 21 de mayo de 2019.

| Local\Visitante | CCP | OLI | LIB | GUA | CGD | CDS | NAC | CAP | ARP | SSL | SOL | CSL |
| --------------- | --- | --- | --- | --- | --- | --- | --- | --- | --- | --- | --- | --- |
| CCP             |     | 1-3 | 1-2 | 5-2 | 2-0 | 3-2 | 1-1 | 1-0 | 3-1 | 1-1 | 7-2 | 2-0 |
| OLI             | 2-2 |     | 3-0 | 2-0 | 4-1 | 2-2 | 0-0 | 3-0 | 0-0 | 2-0 | 4-0 | 2-0 |
| LIB             | 1-0 | 2-3 |     | 1-1 | 4-0 | 4-0 | 1-2 | 5-1 | 2-1 | 2-1 | 2-2 | 1-0 |
| GUA             | 0-1 | 1-5 | 3-1 |     | 1-1 | 0-1 | 2-2 | 1-2 | 2-1 | 4-1 | 3-1 | 2-2 |
| CGD             | 1-3 | 0-2 | 1-3 | 1-1 |     | 2-0 | 1-1 | 1-0 | 0-1 | 3-3 | 1-4 | 0-0 |
| CDS             | 1-3 | 0-6 | 0-3 | 1-1 | 0-1 |     | 1-2 | 0-0 | 1-1 | 1-0 | 2-3 | 0-1 |
| NAC             | 0-3 | 2-4 | 0-1 | 0-2 | 1-0 | 0-0 |     | 2-1 | 0-0 | 3-1 | 0-1 | 0-1 |
| CAP             | 1-1 | 2-2 | 2-1 | 0-1 | 2-2 | 2-1 | 1-0 |     | 3-3 | 1-1 | 2-0 | 1-3 |
| ARP             | 1-5 | 2-2 | 1-1 | 0-1 | 3-2 | 1-2 | 1-1 | 1-0 |     | 2-1 | 1-0 | 2-1 |
| SSL             | 2-1 | 1-4 | 3-0 | 1-3 | 2-1 | 2-0 | 1-0 | 0-1 | 1-0 |     | 2-4 | 0-3 |
| SOL             | 0-1 | 0-1 | 2-0 | 1-4 | 3-0 | 1-0 | 3-1 | 0-0 | 0-1 | 1-6 |     | 0-1 |
| CSL             | 2-1 | 1-5 | 2-2 | 0-2 | 2-2 | 1-1 | 1-1 | 1-1 | 3-1 | 0-3 | 3-1 |     |

|  |                    |
|  | Victoria local     |
|  | Empate             |
|  | Victoria visitante |

## Calendario

### Primera rueda
| Fecha 1              | Fecha 1   | Fecha 1           | Fecha 1                  | Fecha 1       | Fecha 1 |
| Local                | Resultado | Visitante         | Estadio                  | Día           | Hora    |
| -------------------- | --------- | ----------------- | ------------------------ | ------------- | ------- |
| Sportivo San Lorenzo | 1 - 0     | River Plate       | Gunther Vogel            | 22 de enero   | 18:00   |
| Sol de América       | 2 - 0     | Libertad          | Luis Alfonso Giagni      | 22 de enero   | 20:15   |
| Deportivo Santaní    | 0 - 0     | Deportivo Capiatá | Juan José Vázquez        | 23 de enero   | 18:00   |
| Guaraní              | 0 - 1     | Cerro Porteño     | Rogelio Silvino Livieres | 23 de enero   | 20:15   |
| Sportivo Luqueño     | 2 - 2     | General Díaz      | La Arboleda              | 24 de enero   | 19:15   |
| Nacional             | 2 - 4     | Olimpia           | Defensores del Chaco     | 13 de febrero | 20:15   |

| Fecha 2           | Fecha 2   | Fecha 2              | Fecha 2              | Fecha 2     | Fecha 2 |
| Local             | Resultado | Visitante            | Estadio              | Día         | Hora    |
| ----------------- | --------- | -------------------- | -------------------- | ----------- | ------- |
| Nacional          | 0 - 2     | Guaraní              | Arsenio Erico        | 26 de enero | 18:00   |
| Olimpia           | 2 - 0     | Sportivo San Lorenzo | Manuel Ferreira      | 26 de enero | 20:15   |
| Libertad          | 1 - 0     | Cerro Porteño        | Defensores del Chaco | 27 de enero | 18:00   |
| Deportivo Capiatá | 3 - 2     | Sol de América       | Erico Galeano        | 27 de enero | 20:15   |
| General Díaz      | 2 - 0     | Deportivo Santaní    | Adrián Jara          | 28 de enero | 18:00   |
| River Plate       | 2 - 1     | Sportivo Luqueño     | Jardines del Kelito  | 28 de enero | 20:15   |

| Fecha 3              | Fecha 3   | Fecha 3           | Fecha 3                  | Fecha 3      | Fecha 3 |
| Local                | Resultado | Visitante         | Estadio                  | Día          | Hora    |
| -------------------- | --------- | ----------------- | ------------------------ | ------------ | ------- |
| Sol de América       | 3 - 0     | General Díaz      | Luis Alfonso Giagni      | 1 de febrero | 18:45   |
| Guaraní              | 3 - 1     | Libertad          | Rogelio Silvino Livieres | 1 de febrero | 20:45   |
| Deportivo Santaní    | 1 - 1     | River Plate       | Juan José Vázquez        | 2 de febrero | 18:45   |
| Cerro Porteño        | 1 - 0     | Deportivo Capiatá | General Pablo Rojas      | 2 de febrero | 20:45   |
| Sportivo San Lorenzo | 1 - 0     | Nacional          | Gunther Vogel            | 3 de febrero | 18:45   |
| Sportivo Luqueño     | 1 - 5     | Olimpia           | Defensores del Chaco     | 3 de febrero | 20:45   |

| Fecha 4              | Fecha 4   | Fecha 4           | Fecha 4              | Fecha 4      | Fecha 4 |
| Local                | Resultado | Visitante         | Estadio              | Día          | Hora    |
| -------------------- | --------- | ----------------- | -------------------- | ------------ | ------- |
| River Plate          | 1 - 0     | Sol de América    | Jardines del Kelito  | 5 de febrero | 19:30   |
| General Díaz         | 1 - 3     | Cerro Porteño     | Defensores del Chaco | 6 de febrero | 19:00   |
| Sportivo San Lorenzo | 1 - 3     | Guaraní           | Gunther Vogel        | 6 de febrero | 20:45   |
| Nacional             | 0 - 1     | Sportivo Luqueño  | Arsenio Erico        | 7 de febrero | 19:00   |
| Deportivo Capiatá    | 2 - 1     | Libertad          | Erico Galeano        | 20 de marzo  | 18:15   |
| Olimpia              | 2 - 2     | Deportivo Santaní | Manuel Ferreira      | 20 de marzo  | 20:15   |

| Fecha 5           | Fecha 5   | Fecha 5              | Fecha 5                  | Fecha 5       | Fecha 5 |
| Local             | Resultado | Visitante            | Estadio                  | Día           | Hora    |
| ----------------- | --------- | -------------------- | ------------------------ | ------------- | ------- |
| Libertad          | 4 - 0     | General Díaz         | Dr. Nicolás Leoz         | 9 de febrero  | 19:00   |
| Sol de América    | 0 - 1     | Olimpia              | Defensores del Chaco     | 9 de febrero  | 20:45   |
| Deportivo Santaní | 1 - 2     | Nacional             | Juan José Vázquez        | 10 de febrero | 19:00   |
| Cerro Porteño     | 3 - 1     | River Plate          | General Pablo Rojas      | 10 de febrero | 20:30   |
| Sportivo Luqueño  | 0 - 3     | Sportivo San Lorenzo | Erico Galeano            | 11 de febrero | 19:00   |
| Guaraní           | 1 - 2     | Deportivo Capiatá    | Rogelio Silvino Livieres | 11 de febrero | 20:45   |

| Fecha 6              | Fecha 6   | Fecha 6           | Fecha 6              | Fecha 6       | Fecha 6 |
| Local                | Resultado | Visitante         | Estadio              | Día           | Hora    |
| -------------------- | --------- | ----------------- | -------------------- | ------------- | ------- |
| Sportivo Luqueño     | 0 - 2     | Guaraní           | La Arboleda          | 15 de febrero | 19:30   |
| Sportivo San Lorenzo | 2 - 0     | Deportivo Santaní | Gunther Vogel        | 16 de febrero | 18:45   |
| River Plate          | 1 - 1     | Libertad          | Jardines del Kelito  | 16 de febrero | 20:45   |
| Olimpia              | 2 - 2     | Cerro Porteño     | Defensores del Chaco | 17 de febrero | 19:00   |
| General Díaz         | 1 - 0     | Deportivo Capiatá | Adrián Jara          | 18 de febrero | 18:45   |
| Nacional             | 0 - 1     | Sol de América    | Arsenio Erico        | 18 de febrero | 20:45   |

| Fecha 7           | Fecha 7   | Fecha 7              | Fecha 7                  | Fecha 7       | Fecha 7 |
| Local             | Resultado | Visitante            | Estadio                  | Día           | Hora    |
| ----------------- | --------- | -------------------- | ------------------------ | ------------- | ------- |
| Sol de América    | 1 - 6     | Sportivo San Lorenzo | Luis Alfonso Giagni      | 22 de febrero | 18:45   |
| Cerro Porteño     | 1 - 1     | Nacional             | General Pablo Rojas      | 22 de febrero | 20:45   |
| Deportivo Capiatá | 3 - 3     | River Plate          | Erico Galeano            | 23 de febrero | 18:45   |
| Guaraní           | 1 - 1     | General Díaz         | Rogelio Silvino Livieres | 23 de febrero | 20:45   |
| Libertad          | 2 - 3     | Olimpia              | Defensores del Chaco     | 24 de febrero | 18:45   |
| Deportivo Santaní | 0 - 1     | Sportivo Luqueño     | Juan José Vázquez        | 24 de febrero | 20:45   |

| Fecha 8              | Fecha 8   | Fecha 8           | Fecha 8             | Fecha 8       | Fecha 8 |
| Local                | Resultado | Visitante         | Estadio             | Día           | Hora    |
| -------------------- | --------- | ----------------- | ------------------- | ------------- | ------- |
| Sportivo San Lorenzo | 2 - 1     | Cerro Porteño     | Erico Galeano       | 26 de febrero | 18:45   |
| River Plate          | 3 - 2     | General Díaz      | Jardines del Kelito | 26 de febrero | 20:45   |
| Sportivo Luqueño     | 3 - 1     | Sol de América    | La Arboleda         | 27 de febrero | 18:45   |
| Olimpia              | 3 - 0     | Deportivo Capiatá | Manuel Ferreira     | 27 de febrero | 20:45   |
| Deportivo Santaní    | 1 - 1     | Guaraní           | Juan José Vázquez   | 28 de febrero | 19:15   |
| Nacional             | 0 - 1     | Libertad          | Arsenio Erico       | 27 de marzo   | 19:15   |

| Fecha 9           | Fecha 9   | Fecha 9              | Fecha 9                  | Fecha 9    | Fecha 9 |
| Local             | Resultado | Visitante            | Estadio                  | Día        | Hora    |
| ----------------- | --------- | -------------------- | ------------------------ | ---------- | ------- |
| General Díaz      | 0 - 2     | Olimpia              | Defensores del Chaco     | 2 de marzo | 18:45   |
| Cerro Porteño     | 2 - 0     | Sportivo Luqueño     | General Pablo Rojas      | 2 de marzo | 20:45   |
| Deportivo Capiatá | 1 - 0     | Nacional             | Erico Galeano            | 3 de marzo | 18:45   |
| Libertad          | 2 - 1     | Sportivo San Lorenzo | Dr. Nicolás Leoz         | 3 de marzo | 20:45   |
| Guaraní           | 2 - 1     | River Plate          | Rogelio Silvino Livieres | 4 de marzo | 18:45   |
| Sol de América    | 1 - 0     | Deportivo Santaní    | Luis Alfonso Giagni      | 4 de marzo | 20:45   |

| Fecha 10             | Fecha 10  | Fecha 10          | Fecha 10            | Fecha 10    | Fecha 10 |
| Local                | Resultado | Visitante         | Estadio             | Día         | Hora     |
| -------------------- | --------- | ----------------- | ------------------- | ----------- | -------- |
| Sportivo San Lorenzo | 0 - 1     | Deportivo Capiatá | Gunther Vogel       | 8 de marzo  | 19:15    |
| Olimpia              | 0 - 0     | River Plate       | Manuel Ferreira     | 9 de marzo  | 18:45    |
| Sportivo Luqueño     | 2 - 2     | Libertad          | La Arboleda         | 9 de marzo  | 20:45    |
| Deportivo Santaní    | 1 - 3     | Cerro Porteño     | Antonio Aranda      | 10 de marzo | 18:45    |
| Sol de América       | 1 - 4     | Guaraní           | Luis Alfonso Giagni | 10 de marzo | 20:45    |
| Nacional             | 1 - 0     | General Díaz      | Arsenio Erico       | 11 de marzo | 19:15    |

| Fecha 11          | Fecha 11  | Fecha 11             | Fecha 11             | Fecha 11    | Fecha 11 |
| Local             | Resultado | Visitante            | Estadio              | Día         | Hora     |
| ----------------- | --------- | -------------------- | -------------------- | ----------- | -------- |
| Deportivo Capiatá | 1 - 3     | Sportivo Luqueño     | Erico Galeano        | 16 de marzo | 10:00    |
| River Plate       | 1 - 1     | Nacional             | Jardines del Kelito  | 16 de marzo | 18:15    |
| Libertad          | 4 - 0     | Deportivo Santaní    | Dr. Nicolás Leoz     | 16 de marzo | 20:15    |
| Guaraní           | 1 - 5     | Olimpia              | Defensores del Chaco | 17 de marzo | 18:00    |
| General Díaz      | 3 - 3     | Sportivo San Lorenzo | Adrián Jara          | 18 de marzo | 17:00    |
| Cerro Porteño     | 7 - 2     | Sol de América       | Defensores del Chaco | 18 de marzo | 19:15    |

### Segunda rueda
| Fecha 12          | Fecha 12  | Fecha 12             | Fecha 12            | Fecha 12    | Fecha 12 |
| Local             | Resultado | Visitante            | Estadio             | Día         | Hora     |
| ----------------- | --------- | -------------------- | ------------------- | ----------- | -------- |
| General Díaz      | 0 - 0     | Sportivo Luqueño     | Adrián Jara         | 22 de marzo | 19:15    |
| Cerro Porteño     | 5 - 2     | Guaraní              | General Pablo Rojas | 25 de marzo | 18:15    |
| River Plate       | 2 - 1     | Sportivo San Lorenzo | Jardines del Kelito | 25 de marzo | 20:15    |
| Libertad          | 2 - 2     | Sol de América       | Dr. Nicolás Leoz    | 24 de marzo | 17:30    |
| Olimpia           | 0 - 0     | Nacional             | Manuel Ferreira     | 24 de marzo | 19:30    |
| Deportivo Capiatá | 2 - 1     | Deportivo Santaní    | Erico Galeano       | 25 de marzo | 19:15    |

| Fecha 13             | Fecha 13  | Fecha 13          | Fecha 13                 | Fecha 13    | Fecha 13 |
| Local                | Resultado | Visitante         | Estadio                  | Día         | Hora     |
| -------------------- | --------- | ----------------- | ------------------------ | ----------- | -------- |
| Sol de América       | 0 - 0     | Deportivo Capiatá | Luis Alfonso Giagni      | 29 de marzo | 17:30    |
| Deportivo Santaní    | 0 - 1     | General Díaz      | Juan José Vázquez        | 29 de marzo | 19:30    |
| Cerro Porteño        | 1 - 2     | Libertad          | General Pablo Rojas      | 30 de marzo | 17:30    |
| Sportivo San Lorenzo | 1 - 4     | Olimpia           | Antonio Aranda           | 30 de marzo | 19:30    |
| Guaraní              | 2 - 2     | Nacional          | Rogelio Silvino Livieres | 31 de marzo | 17:00    |
| Sportivo Luqueño     | 3 - 1     | River Plate       | Ricardo Gregor           | 31 de marzo | 19:00    |

| Fecha 14          | Fecha 14  | Fecha 14             | Fecha 14            | Fecha 14    | Fecha 14 |
| Local             | Resultado | Visitante            | Estadio             | Día         | Hora     |
| ----------------- | --------- | -------------------- | ------------------- | ----------- | -------- |
| River Plate       | 1 - 2     | Deportivo Santaní    | Jardines del Kelito | 3 de abril  | 18:30    |
| Nacional          | 3 - 1     | Sportivo San Lorenzo | Arsenio Erico       | 4 de abril  | 18:30    |
| Deportivo Capiatá | 1 - 1     | Cerro Porteño        | Erico Galeano       | 16 de abril | 18:15    |
| Olimpia           | 2 - 0     | Sportivo Luqueño     | Manuel Ferreira     | 16 de abril | 20:15    |
| General Díaz      | 1 - 4     | Sol de América       | Adrián Jara         | 17 de abril | 18:15    |
| Libertad          | 1 - 1     | Guaraní              | Dr. Nicolás Leoz    | 17 de abril | 20:15    |

| Fecha 15          | Fecha 15  | Fecha 15             | Fecha 15                 | Fecha 15   | Fecha 15 |
| Local             | Resultado | Visitante            | Estadio                  | Día        | Hora     |
| ----------------- | --------- | -------------------- | ------------------------ | ---------- | -------- |
| Cerro Porteño     | 2 - 0     | General Díaz         | General Pablo Rojas      | 6 de abril | 18:30    |
| Libertad          | 5 - 1     | Deportivo Capiatá    | Dr. Nicolás Leoz         | 7 de abril | 19:30    |
| Sol de América    | 0 - 1     | River Plate          | Luis Alfonso Giagni      | 8 de abril | 18:15    |
| Guaraní           | 4 - 1     | Sportivo San Lorenzo | Rogelio Silvino Livieres | 8 de abril | 20:15    |
| Sportivo Luqueño  | 1 - 1     | Nacional             | Ricardo Gregor           | 9 de abril | 18:30    |
| Deportivo Santaní | 0 - 6     | Olimpia (C)          | Antonio Aranda           | 4 de mayo  | 17:00    |

| Fecha 16             | Fecha 16  | Fecha 16          | Fecha 16             | Fecha 16    | Fecha 16 |
| Local                | Resultado | Visitante         | Estadio              | Día         | Hora     |
| -------------------- | --------- | ----------------- | -------------------- | ----------- | -------- |
| Deportivo Capiatá    | 0 - 1     | Guaraní           | Erico Galeano        | 12 de abril | 18:00    |
| Sportivo San Lorenzo | 0 - 3     | Sportivo Luqueño  | Gunther Vogel        | 12 de abril | 20:00    |
| Olimpia              | 4 - 0     | Sol de América    | Manuel Ferreira      | 13 de abril | 17:15    |
| River Plate          | 1 - 5     | Cerro Porteño     | Defensores del Chaco | 13 de abril | 19:30    |
| General Díaz         | 1 - 3     | Libertad          | Adrián Jara          | 14 de abril | 17:00    |
| Nacional             | 0 - 0     | Deportivo Santaní | Arsenio Erico        | 14 de abril | 19:10    |

| Fecha 17          | Fecha 17  | Fecha 17             | Fecha 17                 | Fecha 17    | Fecha 17 |
| Local             | Resultado | Visitante            | Estadio                  | Día         | Hora     |
| ----------------- | --------- | -------------------- | ------------------------ | ----------- | -------- |
| Cerro Porteño     | 1 - 3     | Olimpia              | Defensores del Chaco     | 20 de abril | 17:30    |
| Libertad          | 2 - 1     | River Plate          | Dr. Nicolás Leoz         | 20 de abril | 19:15    |
| Deportivo Santaní | 1 - 0     | Sportivo San Lorenzo | Juan José Vázquez        | 21 de abril | 17:00    |
| Sol de América    | 3 - 1     | Nacional             | Luis Alfonso Giagni      | 21 de abril | 19:00    |
| Deportivo Capiatá | 2 - 2     | General Díaz         | Erico Galeano            | 22 de abril | 18:00    |
| Guaraní           | 2 - 2     | Sportivo Luqueño     | Rogelio Silvino Livieres | 22 de abril | 20:00    |

| Fecha 18             | Fecha 18  | Fecha 18          | Fecha 18             | Fecha 18    | Fecha 18 |
| Local                | Resultado | Visitante         | Estadio              | Día         | Hora     |
| -------------------- | --------- | ----------------- | -------------------- | ----------- | -------- |
| Sportivo San Lorenzo | 2 - 4     | Sol de América    | Gunther Vogel        | 25 de abril | 18:00    |
| Sportivo Luqueño     | 1 - 1     | Deportivo Santaní | Ricardo Gregor       | 25 de abril | 20:00    |
| General Díaz         | 1 - 1     | Guaraní           | Adrián Jara          | 26 de abril | 19:30    |
| River Plate          | 1 - 0     | Deportivo Capiatá | Jardines del Kelito  | 27 de abril | 19:30    |
| Olimpia              | 3 - 0     | Libertad          | Manuel Ferreira      | 28 de abril | 17:00    |
| Nacional             | 0 - 3     | Cerro Porteño     | Defensores del Chaco | 28 de abril | 19:10    |

| Fecha 19          | Fecha 19  | Fecha 19             | Fecha 19                 | Fecha 19    | Fecha 19 |
| Local             | Resultado | Visitante            | Estadio                  | Día         | Hora     |
| ----------------- | --------- | -------------------- | ------------------------ | ----------- | -------- |
| Sol de América    | 0 - 1     | Sportivo Luqueño     | Luis Alfonso Giagni      | 28 de abril | 19:30    |
| Guaraní           | 0 - 0     | Deportivo Santaní    | Rogelio Silvino Livieres | 29 de abril | 19:30    |
| General Díaz      | 0 - 1     | River Plate          | Adrián Jara              | 30 de abril | 19:30    |
| Deportivo Capiatá | 2 - 2     | Olimpia              | Erico Galeano            | 1 de mayo   | 17:00    |
| Cerro Porteño     | 1 - 1     | Sportivo San Lorenzo | General Pablo Rojas      | 1 de mayo   | 17:00    |
| Libertad          | 1 - 2     | Nacional             | Dr. Nicolás Leoz         | 2 de mayo   | 19:00    |

| Fecha 20             | Fecha 20  | Fecha 20          | Fecha 20             | Fecha 20   | Fecha 20 |
| Local                | Resultado | Visitante         | Estadio              | Día        | Hora     |
| -------------------- | --------- | ----------------- | -------------------- | ---------- | -------- |
| Sportivo San Lorenzo | 3 - 0     | Libertad          | Gunther Vogel        | 5 de mayo  | 19:10    |
| Nacional             | 2 - 1     | Deportivo Capiatá | Arsenio Erico        | 6 de mayo  | 17:30    |
| River Plate          | 0 - 1     | Guaraní           | Jardines del Kelito  | 6 de mayo  | 19:30    |
| Deportivo Santaní    | 2 - 3     | Sol de América    | Juan José Vázquez    | 7 de mayo  | 17:00    |
| Olimpia              | 4 - 1     | General Díaz      | Manuel Ferreira      | 7 de mayo  | 19:10    |
| Sportivo Luqueño     | 2 - 1     | Cerro Porteño     | Defensores del Chaco | 16 de mayo | 17:00    |

| Fecha 21          | Fecha 21  | Fecha 21             | Fecha 21                 | Fecha 21   | Fecha 21 |
| Local             | Resultado | Visitante            | Estadio                  | Día        | Hora     |
| ----------------- | --------- | -------------------- | ------------------------ | ---------- | -------- |
| Guaraní           | 3 - 1     | Sol de América       | Rogelio Silvino Livieres | 11 de mayo | 17:00    |
| Cerro Porteño     | 3 - 2     | Deportivo Santaní    | General Pablo Rojas      | 11 de mayo | 19:10    |
| Libertad          | 1 - 0     | Sportivo Luqueño     | Dr. Nicolás Leoz         | 12 de mayo | 17:00    |
| Deportivo Capiatá | 1 - 1     | Sportivo San Lorenzo | Erico Galeano            | 13 de mayo | 17:00    |
| General Díaz      | 1 - 1     | Nacional             | Adrián Jara              | 13 de mayo | 19:10    |
| River Plate       | 2 - 2     | Olimpia              | Defensores del Chaco     | 14 de mayo | 15:00    |

| Fecha 22             | Fecha 22  | Fecha 22          | Fecha 22             | Fecha 22   | Fecha 22 |
| Local                | Resultado | Visitante         | Estadio              | Día        | Hora     |
| -------------------- | --------- | ----------------- | -------------------- | ---------- | -------- |
| Deportivo Santaní    | 0 - 3     | Libertad          | Juan José Vázquez    | 17 de mayo | 18:30    |
| Olimpia              | 2 - 0     | Guaraní           | Manuel Ferreira      | 18 de mayo | 17:00    |
| Nacional             | 0 - 0     | River Plate       | Arsenio Erico        | 18 de mayo | 19:10    |
| Sportivo San Lorenzo | 2 - 1     | General Díaz      | Gunther Vogel        | 19 de mayo | 16:45    |
| Sol de América       | 0 - 1     | Cerro Porteño     | Luis Alfonso Giagni  | 19 de mayo | 19:00    |
| Sportivo Luqueño     | 1 - 1     | Deportivo Capiatá | Defensores del Chaco | 20 de mayo | 18:30    |

## Campeón
|                     |
| Olimpia 43.° título |

## Descenso de categoría

### Puntaje promedio
- Actualizado el 20 de mayo de 2019.

El promedio de puntos de un equipo consiste en el cociente que se obtiene de la división de su puntaje acumulado en los torneos disputados en las últimas tres temporadas entre la cantidad de partidos que haya jugado durante ese período. Con base en dicho cálculo se determina cuáles son los equipos que descienden a Segunda División. En caso de igualdad en el puntaje para definir qué equipo va al descenso, se resuelve en un partido extra.
| Pos. | Equipo            | 2017 | 2018 | 2019 | Total | PJ  | Prom. | Descenso                                 |
| ---- | ----------------- | ---- | ---- | ---- | ----- | --- | ----- | ---------------------------------------- |
| 1    | Olimpia           | 78   | 102  | 54   | 234   | 110 | 2,127 |                                          |
| 2    | Cerro Porteño     | 80   | 82   | 43   | 205   | 110 | 1.863 |                                          |
| 3    | Libertad          | 75   | 76   | 37   | 188   | 110 | 1,709 |                                          |
| 4    | Guaraní           | 85   | 48   | 37   | 170   | 110 | 1,545 |                                          |
| 5    | Sol de América    | 62   | 63   | 26   | 151   | 110 | 1,372 |                                          |
| 6    | River Plate       | -    | -    | 28   | 28    | 22  | 1,272 |                                          |
| 7    | Nacional          | 50   | 65   | 23   | 138   | 110 | 1,254 |                                          |
| 8    | San Lorenzo       | -    | -    | 27   | 27    | 22  | 1,227 |                                          |
| 9    | Sportivo Luqueño  | 50   | 46   | 31   | 127   | 110 | 1.154 |                                          |
| 10   | General Díaz      | 60   | 46   | 16   | 122   | 110 | 1,109 |                                          |
| 11   | Deportivo Capiatá | 50   | 45   | 26   | 121   | 110 | 1.100 | Descenso a Intermedia (Segunda División) |
| 12   | Deportivo Santaní | -    | 50   | 13   | 63    | 66  | 0,954 | Descenso a Intermedia (Segunda División) |

- Fuente: Tigo Sports.[6]